# Hiroaki Nagashima
Hiroaki Nagashima (長島 裕明 Nagashima Hiroaki?), född 22 mars 1967 i Kanagawa prefektur, är en japansk före detta fotbollsspelare och tränare.
Nagashima började sin karriär 1989 i Fujita Industries. Han avslutade karriären 1991.
Nagashima har efter den aktiva karriären verkat som tränare och har tränat J2 League-klubben, Tokushima Vortis.